# A. D. Coleman
 (avril 2016).
Si vous disposez d'ouvrages ou d'articles de référence ou si vous connaissez des sites web de qualité traitant du thème abordé ici, merci de compléter l'article en donnant les références utiles à sa vérifiabilité et en les liant à la section « Notes et références ».
Allan Douglass Coleman est un artiste américain multitâche dont le secteur de prédilection touche la critique d’art. Cependant il est aussi un historien, un curateur d’exposition ainsi qu’un photographe tentant de trouver un sens critique dans l’art et dans l’expérimentation artistique du 8e art. Il publia un total de huit livres et plus de 2 000 essais photographiques. Son influence débute dans le courant des années 1960 et ne cesse d’être internationale.
Depuis 1995, A.D. Coleman  tente de donner son avis sur la nouvelle technologie digitale et sur le monde de l’art via son blog the Nearby Cafe. Il tente encore aujourd’hui, de donner un sens critique sur le monde de l’art. Son travail est produit dans plus de 21 langues et ce, dans plus de 31 pays.

## Carrières
A.D. Coleman fut nommé l’un des 100 Hommes les plus importants en photographie par le magazine American Photo en 1974. Il fut le premier critique photographique dans le magazine New York Times avec plus de 120 articles à son actif. Il commença à écrire pour Village Voice, New York Observer ainsi que plusieurs magazines dont Artist Monographs en 1967 qui lui fut sa renommée mondiale.
Depuis 1995, il commença à publier son avis sur le monde de l’art sur son blog The Nearby Cafe où il tente depuis 21 ans, d’approcher son avis sur la photographie, mais également les expositions, les manifestes ou encore les livres d’artiste. Il fonda également photography Criticism, un site contenant la plus grande base de données jamais créée d’écriture, de manifeste ainsi que d’essai sur la photographie. Durant son parcours critique et artistique, il créa avec John Alley le site The New Eyes Project qui constitue un espace d’apprentissage sur la photographie pour les jeunes.
À 71 ans, A.D. Coleman fut récompensé par de nombreux prix durant sa carrière. Encore aujourd’hui il ne cesse de produire via son blog. Ses œuvres et ses essais sur la photographie ne cessent d’être utilisés comme exemple et son importance dans le milieu et la critique photographique continue encore d’exister. A.D. Coleman a porté un impact sur la photographie et sur l’art où sa place et sa trace seront toujours présentes dans le milieu de l’art.

## Carbon copy

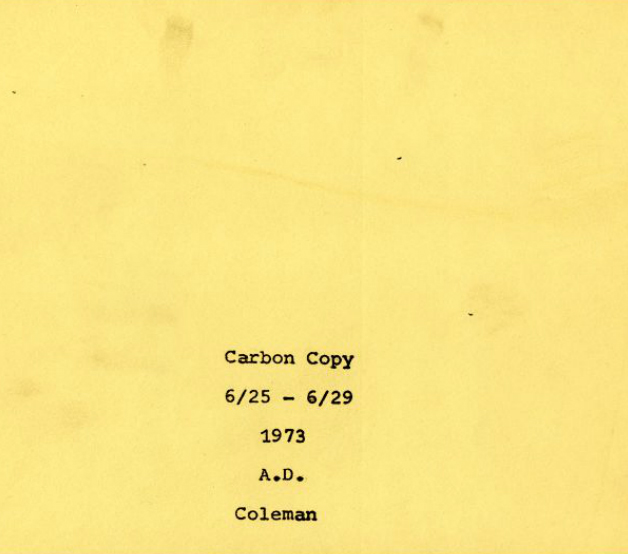

A.D. Coleman fit un bon nombre d’essais photographiques. Carbon Copy en 1973 fut l’un d’eux. Ce livre fut un test d’expérimentation sur la nouvelle technologie dans l’image. Il utilisa la machine Xerox Haloid afin de documenter son corps, son organisme en bits numériques, de texture dans une performance d’image au travers un livre d’artiste.

## Robert Capa
Entre juin 2014 et juillet 2015, Allan Douglass Coleman publie une quarantaine d'articles sur son blog remettant en cause l'histoire autour des onze clichés pris par Robert Capa sur la plage Omaha Beach le 6 juin 1944, jour du débarquement allié en Normandie. Robert Capa affirme être resté sur la plage une heure et demie et avoir pris plus d'une centaine de clichés. Il relate être reparti alors au port de Weymouth, d'où il envoie quatre pellicules au bureau du magazine Life à Londres, où un laborantin âgé de 15 ans aurait alors commis une erreur technique : pour des raisons de délais, le laborantin veut accélérer le séchage des pellicules, et augmente la température du séchoir. Il aurait fait ainsi brûler trois pellicules intégralement. Cela expliquerait pourquoi il n'y aurait que onze clichés restant. Allan Douglass Coleman remet en cause cette version : d'après des témoignages d'anciens soldats, Robert Capa a fait une crise de nerfs une fois arrivé sur la plage, qu'il a quitté précipitamment. Allan Douglass Coleman estime par ailleurs que le récit concernant le jeune laborantin n'est pas crédible, dans la mesure où le problème technique avancé aurait dû brûler également la quatrième pellicule. Ainsi, il s'agirait d'une invention pour sauver l'image de marque de Robert Capa, qui était déjà un photoreporter célèbre, et pour protéger la réputation du magazine Life,,.

## Publications
- Tarnished Silver: Essays and Lectures 1979-1989. Coleman, A. D. Midmarch Press, 1996.  (ISBN 978-1-877675-20-1)
- Critical Focus: Photography in the International Image Community. Coleman, A. D. Nazraeli Press, 1996.  (ISBN 978-3-923922-26-0)
- The Digital Evolution Visual Communication in the Electronic Age. Coleman, A. D. Nazraeli Press, Tucson, AZ 1998.  (ISBN 978-3-923922-52-9)
- Depth of Field: Essays on Photography, Mass Media, and Lens Culture. Coleman, A. D. Albuquerque: University of New Mexico Press, 1998.
- Looking at Photographs: People. Coleman, A. D. et al. Chronicle Books.  (ISBN 978-0-8118-0446-2)
- The Grotesque in Photography. Coleman, A. D. Summit Books, 1977.  (ISBN 978-0-671-40016-3)
- Light Readings: A Photography Critic's Writings 1968-1978. Coleman, A. D. Oxford University Press, 1982.  (ISBN 978-0-19-503196-6)
- Looking at Photographs: Animals. Coleman, A. D. et al. Chronicle Books, 1995.  (ISBN 978-0-8118-0418-9)

## Récompenses
- 1976 : Art Critic's Fellowship, National Endowment  par le NEA.
- 1993 : Guest Scholar, J. Paul Getty Museum à Los Angeles.
- 1994 : Fulbright Senior Scholar En Suède.
- 1996 : Ansel and Virginia Adams Distinguished Scholar-in-Residence, Center for Creative Photography.
- 2002 : Culture Prize, Deutsche Gesellschaft für Photographie (DGPh), the German Photographic Society.